# 栃木県道339号小山下野線
栃木県道339号小山下野線（とちぎけんどう339ごう おやましもつけせん）は、栃木県小山市から同県下野市に至る一般県道である。

## 概要
2008年（平成20年）4月1日に現在の路線名に変更された。変更前は栃木県道339号小山南河内線であった。また、1996年（平成8年）4月1日に県道指定される前は一部の区間は市道24号線であった。

### 路線データ
- 認定：1996年（平成8年）4月1日
- 起点：栃木県小山市駅南町2丁目（「駅南4丁目」交差点：国道50号交点）
- 終点：栃木県下野市祇園2丁目（「自治医大病院前」交差点：栃木県道310号下野二宮線交点）
- 総延長：12,968 m[1]
- 実延長：12,288 m[2]

## 歴史

### 沿革
- 1996年（平成8年）4月1日 - 一般県道小山南河内線として路線認定。
- 2008年（平成20年）4月1日 - 市町村合併に伴い小山下野線に改称[3]。
- 2013年（平成25年）12月7日 - 出井工区バイパスが開通[4]。
- 2024年（令和6年）
  - 3月9日 - 喜沢工区（小山市城北・城北2丁目交差点 - 同市喜沢・喜沢東交差点、1.0 km）が開通[5]。
  - 3月11日 - 喜沢工区開通に伴い旧道となったルートを県道区域から除外（市へ移管）。[6]

## 地理

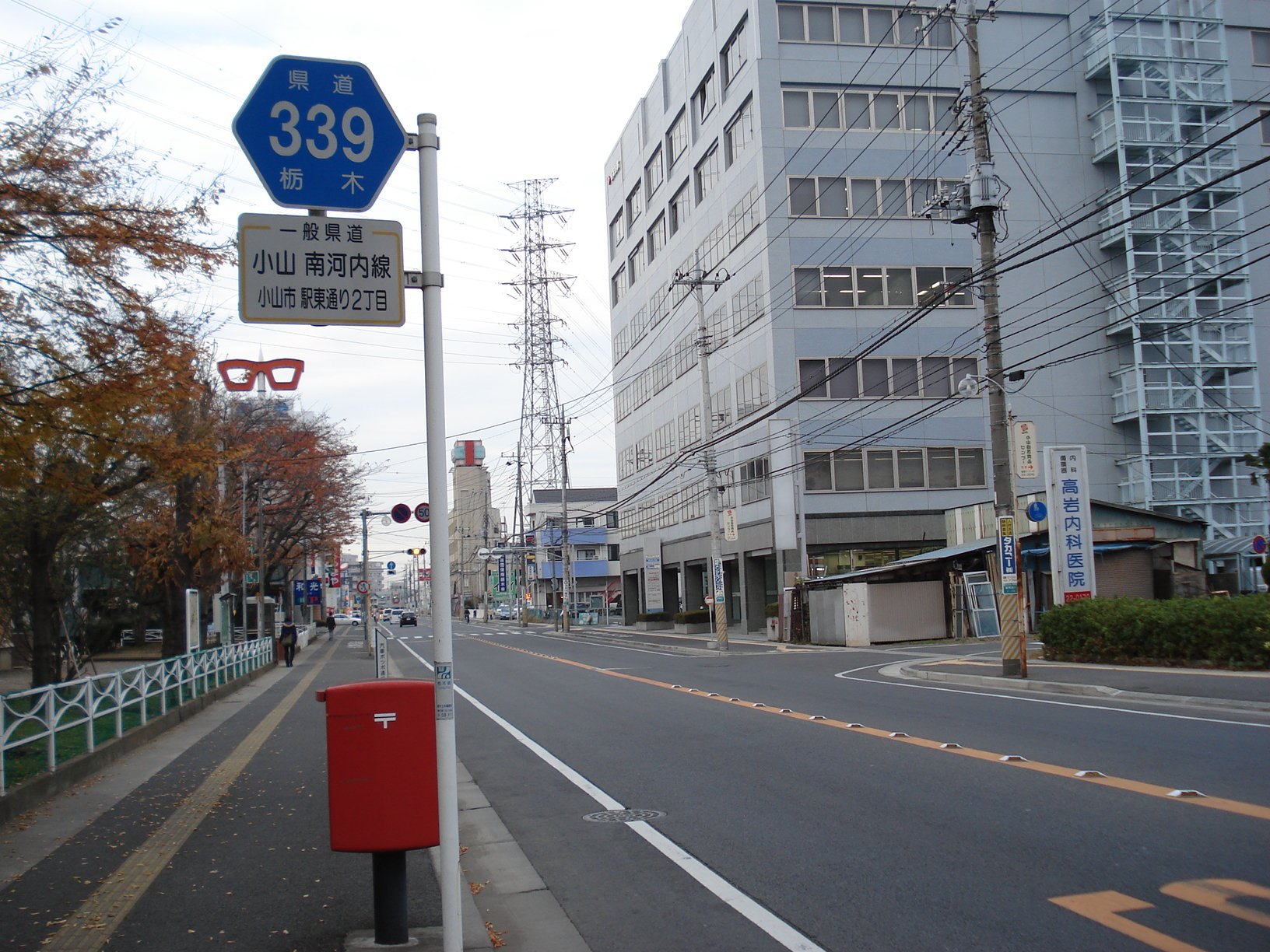
小山市駅東通り2丁目付近

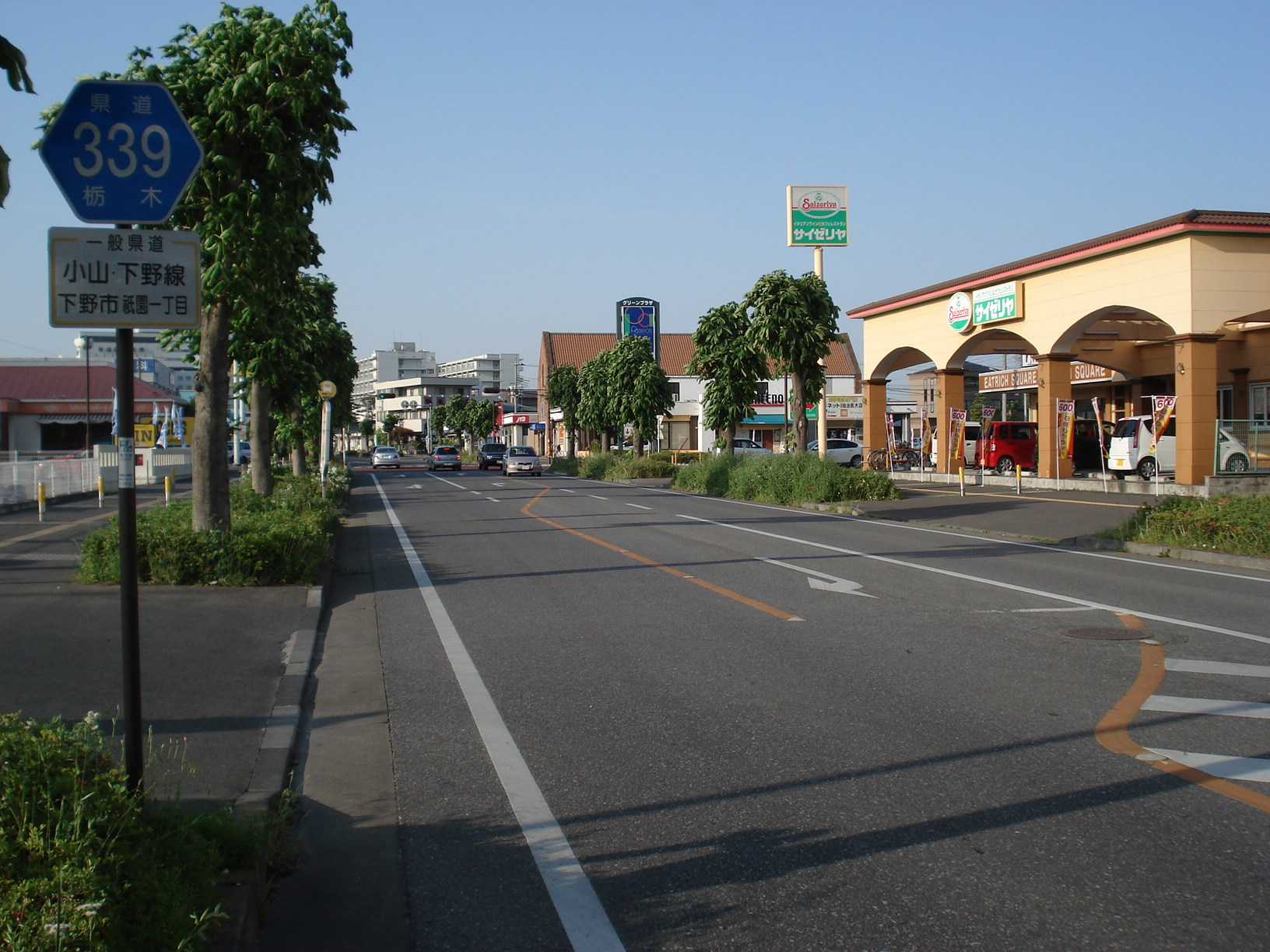
下野市祇園1丁目付近

### 通過する自治体
- 栃木県
  - 小山市 - 下野市

### 交差する道路
- 国道50号（小山市駅南町2丁目 「駅南4丁目」交差点）
- 栃木県道191号大戦防小山線（小山市駅南町2丁目 「駅南4丁目」交差点）
- 栃木県道264号小山結城線（小山市駅東通り3丁目 「陸橋東」交差点）
- 栃木県道33号小山環状線（小山市出井）
- 栃木県道44号栃木二宮線（下野市柴：重複区間）
- 栃木県道336号自治医大停車場線（下野市祇園2丁目 「祇園交番前」交差点）
- 栃木県道310号下野二宮線（下野市祇園2丁目 「自治医大病院前」交差点）

### 沿線
- 足利銀行 小山東支店
- 栃木銀行 小山東支店
- 栃木銀行 小金井支店
- 筑波銀行 小山支店（旧：茨城銀行店）
- 小山市立桑中学校
- 下野小金井郵便局
- 日本たばこ産業 葉たばこ研究所
- 自治医科大学
- 自治医科大学附属病院